# Jürgen Kiwit
Jürgen Kiwit (* 14. April 1956 in Essen; vollständiger Name Jürgen Carl Walther Kiwit) ist ein deutscher Professor der Neurochirurgie.

## Lebensweg
In Essen aufgewachsen, erlangte Jürgen Kiwit 1974 an der Goetheschule Essen das Abitur. Von 1975 bis 1980 studierte er an der Universität Düsseldorf Humanmedizin. Hier schloss er sich dem Corps Marchia Brünn an. 1980 unternahm er zusammen mit Rolf Meschig eine dreimonatige Forschungsreise nach Kenia im Rahmen einer ethnomedizinischen Feldstudie zum Thema Trepanation in Ostafrika unter der Leitung von Hans Schadewaldt. Nach dem praktischen Jahr am National Hospital for Nervous Diseases und Middlesex Hospital in London legte er 1981 das 3. Medizinische Staatsexamen ab. 1983 wurde er von der Medizinischen Fakultät der Universität Düsseldorf zum Dr. med. promoviert.
Nach Weiterbildungstätigkeiten am Bundeswehrzentralkrankenhaus Koblenz unter Jochen Mletzko (1982–1983), am Neuropathologischen Institut der Universität Düsseldorf unter Wolfgang Wechsler (1984–1985), der Neurochirurgischen Klinik der Universität Düsseldorf unter Wolfgang Joachim Bock (1986–1990) sowie an der Mayo Clinic in Rochester, Minnesota, (1990–1991) erfolgte 1991 seine Facharztanerkennung als Arzt für Neurochirurgie. 1992 habilitierte er sich an der Medizinischen Fakultät der Universität Düsseldorf. Von 1992 bis 1993 war er zunächst 2. Oberarzt und von 1994 bis 1998 Leitender Oberarzt der Neurochirurgischen Klinik der Universität Düsseldorf. 1997 wurde er zum apl. Professor der Medizinischen Fakultät ernannt. 1998 wurde Jürgen Kiwit zum Chefarzt der Neurochirurgischen Klinik des Klinikums Berlin-Buch berufen und erhielt die Lehrbefugnis an der Humboldt-Universität Berlin. 1999 wurde ihm die zeitlich uneingeschränkte Befugnis zur Weiterbildung im Gebiet Neurochirurgie erteilt. 2000 berief ihn die Meoclinic Berlin zum Konsiliararzt. Seit 2005 ist Kiwit Leiter der Fachgruppe Wirbelsäule in der Helios-Kliniken-Gruppe und seit 2007 Stellvertretender Direktor der Helios Privatkliniken GmbH Berlin-Buch. 2009 erhielt er die Anerkennung der Zusatzbezeichnung Röntgendiagnostik durch die Ärztekammer Berlin.
Im Rahmen seiner wissenschaftlichen Tätigkeiten arbeitete Jürgen Kiwit auf den Gebieten der Therapie maligner Gliome, der Chirurgie komplexer Hirnbasisaneurysmen, der neurochirurgischen operativen Schmerztherapie, der Differentialtherapie des Schädel-Hirn-Traumas und der Dysfunktion des Nervensystems. Von 1998 an arbeitete er auf dem Gebiet der Metamorphose maligner Gliomzellen nach stereotaktischer Implantation und beschäftigte sich mit ethischen und moralischen Fragestellungen der Hirnforschung sowie molekularbiologischen Klassifikationssystemen von Hirntumoren. Seit 2004 arbeitet er auf dem Gebiet der lokalen Chemotherapie maligner Gliome.

## Mitgliedschaften und Ämter
Jürgen Kiwit ist Mitglied der Deutschen Gesellschaft für Neurochirurgie, der Deutschen Gesellschaft für Neuropathologie und Neuroanatomie sowie der Berliner Gesellschaft für Neurologie und Psychiatrie. In den USA gehört er der Mayo Alumni Association und American Association for Neurologic Surgery (AANS) sowie der Cerebrovascular Section der AANS an.
Von 2002 bis 2005 war er Vertreter der Deutschen Gesellschaft für Neurochirurgie beim Deutschsprachigen TNM-Komitee der Deutschen Krebsgesellschaft. Seit 2003 ist er Vertreter der Deutschen Gesellschaft für Neurochirurgie in der World Federation of Neurosurgical Societies (WFNS).

## Wissenschaftliche Preise
- Marie-Curie-Award der Europäischen Gesellschaft für Nuklearmedizin 1993 für die Arbeit: K.J. Langen, B. Hamacher, K. Ziemons, T. Kuwert, U. Braun, H. Herzog, J.C.W. Kiwit, B. Nebeling, G. Stöcklin, H.W. Müller-Gärtner: Comparison of 123Ialpha-Methyltyrosin SPECT and 11C-L-Methionin PET in patients with brain tumors: initial results.[4] Verliehen am 12. Oktober 1993 in Lausanne.
- Erster Posterpreis der European Association of Neurosurgical Societies anlässlich des 11th European Congress of Neurosurgery vom 19. bis 24. September 1999 für die Arbeit: M. Synowitz, M. Matayash, B. Hofmann, C. Zimmer, F. Kirchhof, J.C. Kiwit, H. Kettenmann: C6 Glioma Cells change their physiological properties after injection into the rat brain. Verliehen am 24. September 1999 in Kopenhagen.
- Preis der Stiftung Neurochirurgische Forschung der Deutschen Gesellschaft für Neurochirurgie: GABA receptors and their role in brain tumor development. Verliehen am 15. September 2000 in Lübeck.
- Erster Posterpreis des Congress of Neurological Surgeons anlässlich des 50th anniversary meeting vom 23. bis 28. September 2000 für die Arbeit: M. Synowitz, M. Matayash, S. Kuhn, C. Zimmer, J. Kiwit, H. Kettenmann: Visualization of tumor cells – a new rat glioma model. Verliehen am 28. September 2000 in San Antonio, Texas, USA.
- HELIOS Wissenschafts- und Innovationspreis 2002, 2. Preis für das Projekt: A. Spuler und J.C. Kiwit: Biofluidmechanische Eigenschaften von zerebralen Aneurysmata. Verliehen am 14. November 2003 in Fulda.
- Young Investigator Award der American Brain Tumor Association auf dem Kongress des Congress of Neurological Surgeons für die Arbeit: R. Glass, M. Synowitz, G. Kronenberg, J.H. Walzlein, D.S. Markovic, L.P. Wang, D. Gast, J. Kiwit, G. Kempermann, H. Kettenmann: Glioblastoma-Induced Attraction of Endogenous Neural Precursor Cells is associated with improved survival. Verliehen auf der 55. Jahrestagung des Congress of Neurological Surgeons.am 10. Oktober 2005 in Boston.

## Veröffentlichungen
- mit R. Meschig, Hans Schadewaldt: Schädeloperationen bei den Kisii im Hochland Westkenias. Deutsche Medizinische Wochenschrift, 105. Jahrgang, 1980, S. 1817–1821
- mit D. Niederstrasser: Experimentelle Mikrochirurgie in der Bundeswehr. Wehrmedizinische Monatsschrift, 28. Jahrgang, 1984, S. 240–242
- mit R. Schober, N. Nicola, M. Schirmer, W. Wechsler: Osteoclastoma of the Petrous Bone, a Report of two Cases. In: Surgical Neurology, Volume 26, 1986, S. 59–62.
- mit R.J. Seitz, M. Schirmer, W.J. Bock, R. Schober, W. Wechsler: Clinical and Neuropathological Aspects of Rare Semimalignant Spinal Tumours: Case Report of a Giant Cell Tumour (Osteoclastoma) and an Atypical Osteoblastoma. In H. Wenker,
- M. Klinger, M. Brock, F. Reuter (editors): Advances in Neurosurgery 14. Springer Verlag, Berlin-Heidelberg-New York 1986, S. 184–188
- mit W.R. Lanksch, H. Fritsch, E. Lins, W. Storck, N. Roosen, M. Schirmer, W.J. Bock, F. Marguth: Magnetic Resonance Tomography of Solid Spinal Cord Tumours with Extensive Secondary Syringomyelia. In W. Walter, M. Brandt, M. Brock, M. Klinger (editors): Advances in Neurosurgery 16. Springer Verlag, Berlin-Heidelberg-New York 1988, S. 211–215
- mit N. Roosen, M. Deckert, E. Lins, K.H. Schmitz, M. Schirmer, W. Wechsler, J.W. Bock: Neuroradiologische und Neuropathologische Befunde nach Chemotherapie maligner Gliome mit 1-(4-Amino-2-Methyl-5-Pyrimidinyl)-Methyl-(2-Chloroethyl)-3-Nitrosoharnstoff (ACNU). In M. Bamberg, H. Sack H (Herausgeber): Therapie primärer Hirntumoren. Zuckschwerdt Verlag München 1988, S. 435–440
- Neurochirurgische Verfahren der Schmerzausschaltung. In H. von Matthiessen (Herausgeber): Praktische Schmerztherapie in der Onkologie. Springer Verlag Berlin-Heidelberg 1991, S. 71–78
- Schädel-Hirn-Verletzungen. In Schirmer (Herausgeber): Neurochirurgie. 8. neubearbeitete Auflage. Urban und Schwarzenberg, München 1994, S. 144–174
- mit M. Bettag, F. Ulrich, R. Schober, G. Fürst, K.J. Langen, M. Sabel: Stereotactic Laser Therapy in Cerebral Gliomas. In: Acta Neurochirurgica Supplement 52, 1991, S. 81–83, 1991
- mit F.W. Floeth, W.J. Bock: Survival in malignant glioma: Analysis of prognostic factors with special regard to cytoreductive surgery. In Zentralblatt für Neurochirurgie 57. Jahrgang, 1996, S. 76–88
- mit W. Mueller, C. Hartmann, A. Hoffmann, W. Lanksch, J. Tonn, J. Veelken, J. Schramm, M. Weller, O.D. Wiestler, D.N. Louis, A. von Deimling: Genetic signature of oligoastrocytomas correlates with tumor location and denotes distinct molecular subsets. In: The American Journal of Pathology, Volume 161, 2002, Heft 1, S. 313–319
- Hirnforschung. In Lexikon für Theologie und Kirche (LThK), Herder Verlag Freiburg, Freiburg 2001, Band 11, S. 129
- mit K.L. von Eckardstein, S. Patt, C. Kratzel, R. Reszka: Local chemotherapy of F98 rat glioblastoma with paclitaxel and carboplatin embedded in liquid crystalline cubic phases. In: Journal of Neuro-Oncology, Band 72, 2005, S. 209–215
- mit K.L. von Eckardstein, R. Reszka: Intracavitary chemotherapy (paclitaxel/carboplatin liquid crystalline cubic phases) for recurrent glioblastoma - clinical observations. In: Journal of Neuro-Oncology, Band 74, 2005, S. 305–309